# The Psychedelic Furs
The Psychedelic Furs è un gruppo musicale post-punk britannico formato nel 1977. Il gruppo è stato popolare soprattutto negli anni ottanta con Richard Butler come frontman ed autore principale. Scioltosi negli anni 1990, si è riformato nel 2000.

## Storia
Apparso sulla scena punk britannica nel 1977, il gruppo era composto da Richard Butler, il vocalist, Tim Butler (fratello del primo), Duncan Kilburn (sassofono) e Roger Morris (chitarra). Nel 1979 Vince Ely aggiunse la batteria al gruppo e John Ashton diventò seconda chitarra.
I Furs, forti di una formazione molto eterogenea per gli standard dell'epoca, evitavano i limiti del punk prima maniera in favore di una musica altrettanto immediata ma più calda e atmosferica, che all'epoca li fece paragonare a David Bowie e che ispirò i Cure per la produzione di Pornography. Il sound era caratterizzato dall'interazione delle due chitarre col sassofono equilibrata da una sezione ritmica intensa, il tutto completato dalla voce singolare, calda del leader della band, il cantante e compositore dei testi Richard Butler. La loro musica è stata descritta da un critico inglese come un "caos bello".
Il primo album omonimo (1980) e il secondo Talk Talk Talk (1981) sono considerati tra i capolavori della new wave inglese Ridottisi a trio pop raggiungeranno la fama con Forever Now (1982) e Mirror Moves (1984).
Nel 1986 hanno partecipato alla compilation Pretty in Pink con il brano omonimo, colonna sonora del film Bella in rosa, diretto da Howard Deutch, il cui titolo originale è ispirato al loro singolo Pretty in Pink del 1981.
Fra i loro brani di successo vi sono Heaven, Love My Way, Ghost in You, Heartbreak Beat.
Il gruppo si scioglie nei primi anni novanta. Anni dopo il maggiore dei fratelli Butler ha fondato il gruppo Love Spit Love.
Nel 2001 si sono incontrati di nuovo con John Ashton per un tour occasionale. In quello stesso anno hanno registrato il DVD Live from The Psychedelic Furs La House of Blues ad Atlanta. Nel mese di aprile 2007 hanno suonato in Argentina durante la festa di una famosa birra locale. Nell'ottobre 2010 hanno suonato in Spagna, a Madrid e Malaga.
Nell'aprile del 2006 Richard Butler ha pubblicato un album solista, Richard Butler.
Il 31 luglio 2020 hanno pubblicato, a quasi 30 anni dall’ultimo album, Made of Rain.

## Formazione

### Attuale
- Richard Butler - voce (1977-1992, 2000-oggi)
- Tim Butler - basso (1977-1992, 2000-oggi)
- Amanda Kramer - tastiere (2002-oggi)
- Rich Good - chitarra (2009-oggi)
- Zack Alford - batteria (2021-oggi)

### Ex componenti
- John Ashton - chitarra ritmica e solista (1979-1992, 2000-2008)
- Duncan Kilburn - sassofono (1977-1982)
- Roger Morris - chitarra (1977-1982)
- Vince Ely - batteria (1979-1992, 2000-2008)
- Mars Williams - sassofono (1983-1989, 2005-2023)
- Paul Garisto - batteria (1984-1988, 2009-2020)
- Paul Wilson - batteria (1977-1978)
- Phil Calvert - batteria (1982-1983)
- Ann Sheldon - violoncello (1982-1983)
- Gary Windo - sassofono (1982-1983)
- Ed Buller - tastiere (1982-1985)
- Mike Mooney - chitarra (1984-1985)
- Marty Williamson - chitarra (1986-1987)
- Roger O'Donnell - tastiere (1986-1987)
- Joe McGinty - tastiere (1989-1991)
- Knox Chandler - chitarra, violino (1990-1991)
- Don Yellch - batteria (1990-1992)
- Richard Fortus - chitarra (2000-2002, 2024-2025)
- Earl Harvin - batteria (2000-2001)
- Frank Ferrer - batteria (2001-2008)

## Discografia parziale

### Album in studio
- 1980 - The Psychedelic Furs (Columbia) (US #140;UK #18)
- 1981 - Talk Talk Talk (Columbia) (US #89;UK #30)
- 1982 - Forever Now (Columbia) (US #44;UK #20)
- 1984 - Mirror Moves (Columbia) (US #43;UK #15)
- 1987 - Midnight to Midnight (Columbia) (US #29;UK #12)
- 1989 - Book of Days (Columbia) (US #138;UK #74)
- 1991 - World Outside (Columbia) (US #140;UK #68)
- 2020 - Made of Rain (Cooking Vinyl) (US #12;UK #13)

### Album dal vivo
- 1999 - Radio 1 Sessions (Strange Fruit Records)
- 2001 - Beautiful Chaos: Greatest Hits Live (Sony)

### Raccolte
- 1988 - All of This and Nothing (Columbia) (US #102)
- 1994 - Here Came the Psychedelic Furs: B Sides and Lost Grooves (Sony)
- 1996 - In the Pink (Sony Special Products)
- 1997 - Should God Forget: A Retrospective (Sony)
- 2001 - Greatest Hits (Sony)
- 2003 - Superhits (Sony)
- 2009 - The Best of The Psychedelic Furs
- 2011 - Playlist: The Very Best of The Psychedelic Furs (Sony)

### Video Album
- 1988 - All of This and Nothing (Sony)
- 2001 - Live from House of Blues (Pioneer)

### Singoli
- 1979 - We Love You
- 1980 - Sister Europe
- 1980 - Mr Jones
- 1981 - Dumbo Waiters
- 1981 - Pretty in Pink
- 1982 - Love My Way
- 1982 - Danger
- 1983 - Run and Run
- 1984 - Heaven
- 1984 - The Ghost in You
- 1984 - Here Comes Cowboys
- 1984 - Heartbeat
- 1986 - Pretty in Pink (versione riarrangiata)
- 1987 - Heartbreak Beat
- 1987 - Angels Don't Cry
- 1987 - Shock
- 1988 - All That Money Wants
- 1989 - Should Got Forget
- 1990 - House
- 1991 - Until She Comes
- 1991 - Don't Be a Girl
- 2001 - Alive (For Once in My Lifetime)
- 2020 - Don't Believe
- 2020 - You'll Be Mine
- 2021 - Wrong Time
- 2021 - Evergreen